# Paul Lacombe (compositeur)
Pour les articles homonymes, voir Paul Lacombe et Lacombe.
 (avril 2011).
Paul Lacombe, né le 11 juillet 1837 à Carcassonne (Aude) et mort le 4 juin 1927 dans cette même ville, est un compositeur français.

## Biographie
En 1871, Lacombe devient un des membres fondateurs de la Société nationale de musique où il fera très souvent entendre ses œuvres. À partir de ces années suivant la guerre de 1870, il ne cessera de composer des trios, symphonies, quatuors et de nombreuses pièces pour piano. En 1887, l'Académie des beaux-arts lui décerne le Prix Chartier pour sa musique de chambre. Il sera joué régulièrement aux concerts Colonne et Pasdeloup. Sa musique, fort appréciée par ses pairs, ne passera pas à la postérité car Lacombe n'a jamais voulu quitter Carcassonne pour Paris. Seule, l'Aubade printanière composée pour le casino de Bagnères-de-Bigorre connaîtra un grand succès populaire, bien loin de la réelle valeur des plus de 150 autres compositions du maître.
En 1901, il est élu correspondant de l'Académie des beaux-arts, et nommé chevalier de la Légion d'honneur en 1902.
Paul Lacombe meurt dans la nuit du 4 au 5 juin 1927 à Carcassonne dans sa maison de la rue Aimé Ramond. Il est ensuite inhumé au cimetière Saint-Michel de la ville. Le 21 juillet 1929, une souscription permet l'édification d'un monument à sa mémoire dans sa ville natale où une rue porte son nom.

## Hommage
La ville de Carcassonne lui a rendu hommage en juin 1984 au travers d'une grande exposition à la bibliothèque municipale et un concert dans la cour de l'hôtel de ville. Une conférence suivie d'un récital de ses plus belles mélodies a été donné le 28 juillet 2010 par Martial Andrieu (ténor et biographe du compositeur) dans le cadre du Festival de Carcassonne. En novembre 2009, un concert hommage à Paul Lacombe est donné à Limoux par Christine Tranchant avec une conférence sur Achille Laugé, projet des Amis du Musée Petiet. En septembre 2010, Christine Tranchant enregistre un CD de pièces pour piano de Paul Lacombe pour financer une fresque-hommage à Achille Laugé à l'entrée de Limoux, projet lancé par les Amis du Musée Petiet. C'est le premier enregistrement d'œuvres du compositeur. Mars 2013, une biographie totalement inédite a été écrite et publiée dans la collection "Musique et patrimoine" par Martial Andrieu : "Paul Lacombe, le testament musical d'un grand symphoniste français."

## Décorations

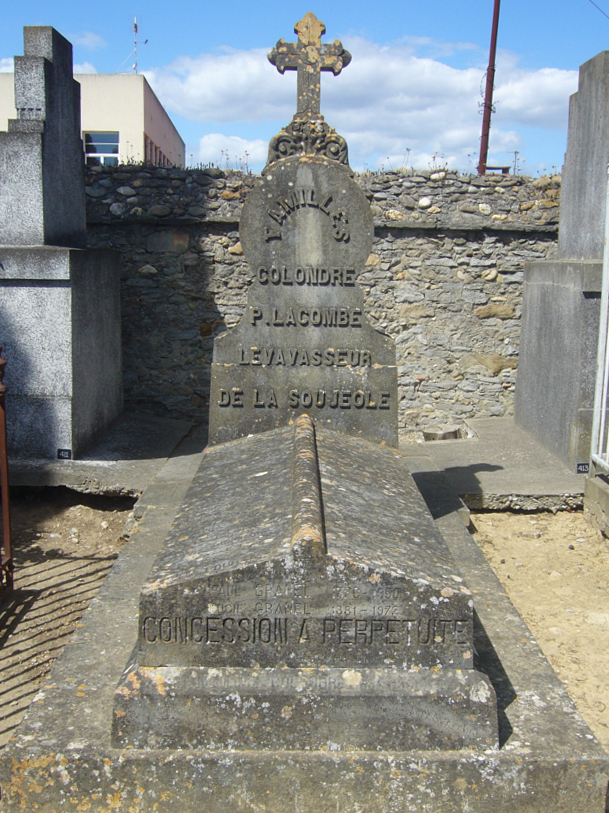
Sépulture de Paul Lacombe au cimetière St-Michel de Carcassonne

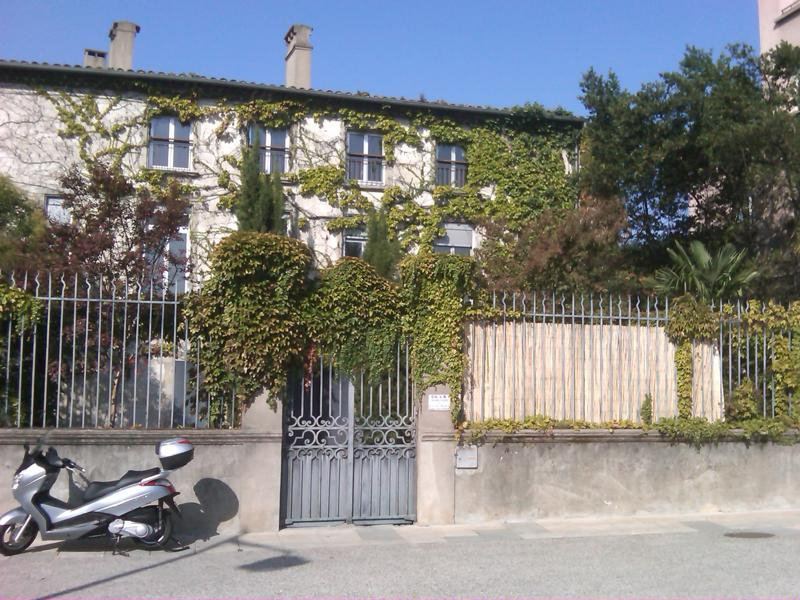
Maison de Paul Lacombe à Carcassonne (Square Gambetta)

Chevalier de la Légion d'honneur 1902

## Œuvre

### Orchestre
- Ouverture symphonique op. 22
- 1re Symphonie en si bémol op. 30 (couronnée par la Société des compositeurs en 1879)
- Suite pastorale op. 31
- Prélude pour un drame lyrique
- 2e symphonie en ré op. 34
- Ouverture dramatique
- Aubade printanière op. 37
- Sérénade catalane op. 39
- Divertissement pour piano et orchestre op. 40 (couronné par la Société des compositeurs en 1886)
- Intermède-Gavotte op. 43
- Ronde languedocienne op. 44
- Sérénade op. 47
- 3e symphonie en la op. 48 (couronnée par la Société des compositeurs en 1887)
- Scène au camp op. 49
- Marche élégiaque op. 50
- Rapsodie op. 51
- Suite pour piano et orchestre op. 52
- Parade hongroise op. 53
- Rapsodie sur des airs du Pays d’Oc op. 128

### Musique de chambre
- 1re Sonate op. 8 pour violon et piano
- 3 morceaux op. 10 pour violoncelle et piano
- 1er trio op. 12 pour piano, violon et violoncelle
- 4 morceaux op. 14 pour piano et violon
- 2e sonate op. 17 pour violon et piano
- 3 airs de ballet pour piano et violon ou violoncelle
- Sérénade op. 47 pour piano, flûte et hautbois
- Rapsodie op. 51 pour violon et piano
- 2e trio op. 90 pour piano, violon et violoncelle
- Sérénade humoristique op. 93
- 3e sonate op. 98 pour violon et piano
- Sonate op. 100 pour piano et violoncelle
- Quatuor op. 101 pour piano, violon, alto et violoncelle
- 6 pièces op. 107 pour piano et violon
- Méditation op. 124 pour piano et violon
- Aubade à Ninon op. 125 pour piano et violon

Morceau de fantaisie op. 133 pour piano et alto
- 3e trio op. 134 pour piano, violon et violoncelle
- Chanson d'Espagne op. 142 pour violoncelle et piano

### Mélodies
- Je ne sais pas de fleur
- La première rose
- Les âmes des petits enfants
- Madone
- Amours posthumes
- Chanson triste
- Où tu n'es pas
- L'exilé
- Je me pleure
- La chanson des lèvres
- La saison des roses
- Nuit d'hyménée
- Comme l'eau
- Brises de montagne (4 mélodies dont Si j’étais blanche lune, poésie de Fortuné Henry)
- A Elvire
- Mandoline
- La bonne mante
- Les matins blonds, poème d'Achille Rouquet
- Aubade
- Bruyère jolie
- Fleur meurtrie
- Sonnet à l'amie

## Discographie
- Paul Lacombe: Piano Trio Nos. 1, 2 and 3 & Méditation. Victor Sangiorgio (piano), Sergey Levitin (violin), Josephine Knight (cello), Dutton, 2021.
- Christine Tranchant, Portrait en quelques touches, enregistrement CD, 2010
- Aubade Printanière (Spring Serenade), joué par Felix Arndt, rouleau pour piano mécanique UNIVERSAL 203317 (non daté)
- Sonates pour piano et violoncelle. Édouard Lalo, Paul Lacombe, Fernand de la Tombelle, ATMA, 2022.

## Sources

## Partitions
- « Paul Lacombe » (partitions libres de droits), sur l'IMSLP